# Straßenbahn Shizuoka
| Streckenlänge: | 2,0 km            |                            |                            |
| Spurweite: | 1067 mm (Kapspur) |                            |                            |
| Stromsystem: | 600 V =           |                            |                            |
| |                   |                            |                            |
| Gesellschaft: | Shizuoka Tetsudō  |                            |                            |
| \| \| \| ↔ Tōkaidō-Hauptlinie \| \| \| \| 0,0 \| Shizuoka-ekimae (静岡駅前) \| Shizuoka-ekimae (静岡駅前) \| \| \| \| ← Shizuoka-Shimizu-Linie \| \| \| \| 0,5 \| Shin-Shizuoka (新静岡) \| Shin-Shizuoka (新静岡) \| \| \| 0,9 \| Kenchō-mae (県庁前) \| Kenchō-mae (県庁前) \| \| \| 1,2 \| Nakamachi (中町) \| Nakamachi (中町) \| \| \| 1,3 \| Gofukuchō (呉服町) \| Gofukuchō (呉服町) \| \| \| 1,5 \| Kinzamachi (金座町) \| Kinzamachi (金座町) \| \| \| 1,7 \| Cha-chō (茶町) \| Cha-chō (茶町) \| \| \| 2,0 \| Anzai (安西) \| Anzai (安西) \| |                   |                            |                            |
| Strecke quer · Bahnhof quer · Strecke quer |                   | ↔ Tōkaidō-Hauptlinie       | ↔ Tōkaidō-Hauptlinie       |
| U-Bahn-Strecke von links (außer Betrieb) · U-Bahn-Kopfbahnhof Streckenende und quer (Strecke außer Betrieb) | 0,0               | Shizuoka-ekimae (静岡駅前) | Shizuoka-ekimae (静岡駅前) |
| U-Bahn-Strecke (außer Betrieb) |                   | ← Shizuoka-Shimizu-Linie   | ← Shizuoka-Shimizu-Linie   |
| Abzweig mit U-Bahn quer und ehemals nach links · U-Bahn-Bahnhof quer (Strecke außer Betrieb) · U-Bahn-Strecke von rechts (außer Betrieb) | 0,5               | Shin-Shizuoka (新静岡)     | Shin-Shizuoka (新静岡)     |
| U-Bahn-Haltepunkt / Haltestelle (Strecke außer Betrieb) | 0,9               | Kenchō-mae (県庁前)        | Kenchō-mae (県庁前)        |
| U-Bahn-Haltepunkt / Haltestelle (Strecke außer Betrieb) | 1,2               | Nakamachi (中町)           | Nakamachi (中町)           |
| U-Bahn-Haltepunkt / Haltestelle (Strecke außer Betrieb) | 1,3               | Gofukuchō (呉服町)         | Gofukuchō (呉服町)         |
| U-Bahn-Haltepunkt / Haltestelle (Strecke außer Betrieb) | 1,5               | Kinzamachi (金座町)        | Kinzamachi (金座町)        |
| U-Bahn-Haltepunkt / Haltestelle (Strecke außer Betrieb) | 1,7               | Cha-chō (茶町)             | Cha-chō (茶町)             |
| U-Bahn-Kopfbahnhof Streckenende (Strecke außer Betrieb) | 2,0               | Anzai (安西)               | Anzai (安西)               |

Die Straßenbahn Shizuoka war eine Straßenbahnlinie in der japanischen Stadt Shizuoka, der Hauptstadt der gleichnamigen Präfektur. Sie bestand von 1922 bis 1962 und war eine Fortsetzung der Shizuoka-Shimizu-Linie. Offiziell trug sie die Bezeichnung „Shizuoka-Stadtlinie“ (jap. 静岡市内線, Shizuoka shinai-sen). Der Betrieb beider Bahnen erfolgte durch die Shizuoka Tetsudō (Shizutetsu).

## Beschreibung
Die Strecke war 2,0 km lang und mit 600 V Gleichspannung elektrifiziert. Sie begann auf dem Vorplatz des Bahnhofs Shizuoka und führte zunächst zum Bahnhof Shin-Shizuoka, der westlichen Endstation der Shizuoka-Shimizu-Linie. Anschließend durchquerte sie das Stadtzentrum und endete an der Haltestelle Anzai. Bei Shin-Shizuoka bestand eine Gleisverbindung mit der Shizuoka-Shimizu-Linie. Somit war es möglich, durchgehende Züge bis zur damals eigenständigen Stadt Shimizu verkehren zu lassen.

## Geschichte
Am 28. Juni 1922 eröffnete die Shizutetsu eine 500 m lange Straßenbahnverbindung zwischen dem Bahnhof Shizuaka und der Haltestelle Takajōmachi (鷹匠町, ab 1954 Shin-Shizuoka genannt). Sie wurde am 5. August 1925 um 700 m nach Nakamachi verlängert und am 29. Dezember 1926 um weitere 800 m nach Anzai. Damit hatte sie bereits ihre maximale Länge erreicht. Vom 21. März 1946 bis zum 10. Juni 1949 ruhte der Betrieb auf dem Teilstück Gofukuchō–Anzai vorübergehend. Schließlich legte die Shizutetsu am 15. September 1962 die gesamte Straßenbahnlinie still.